# Коломийка

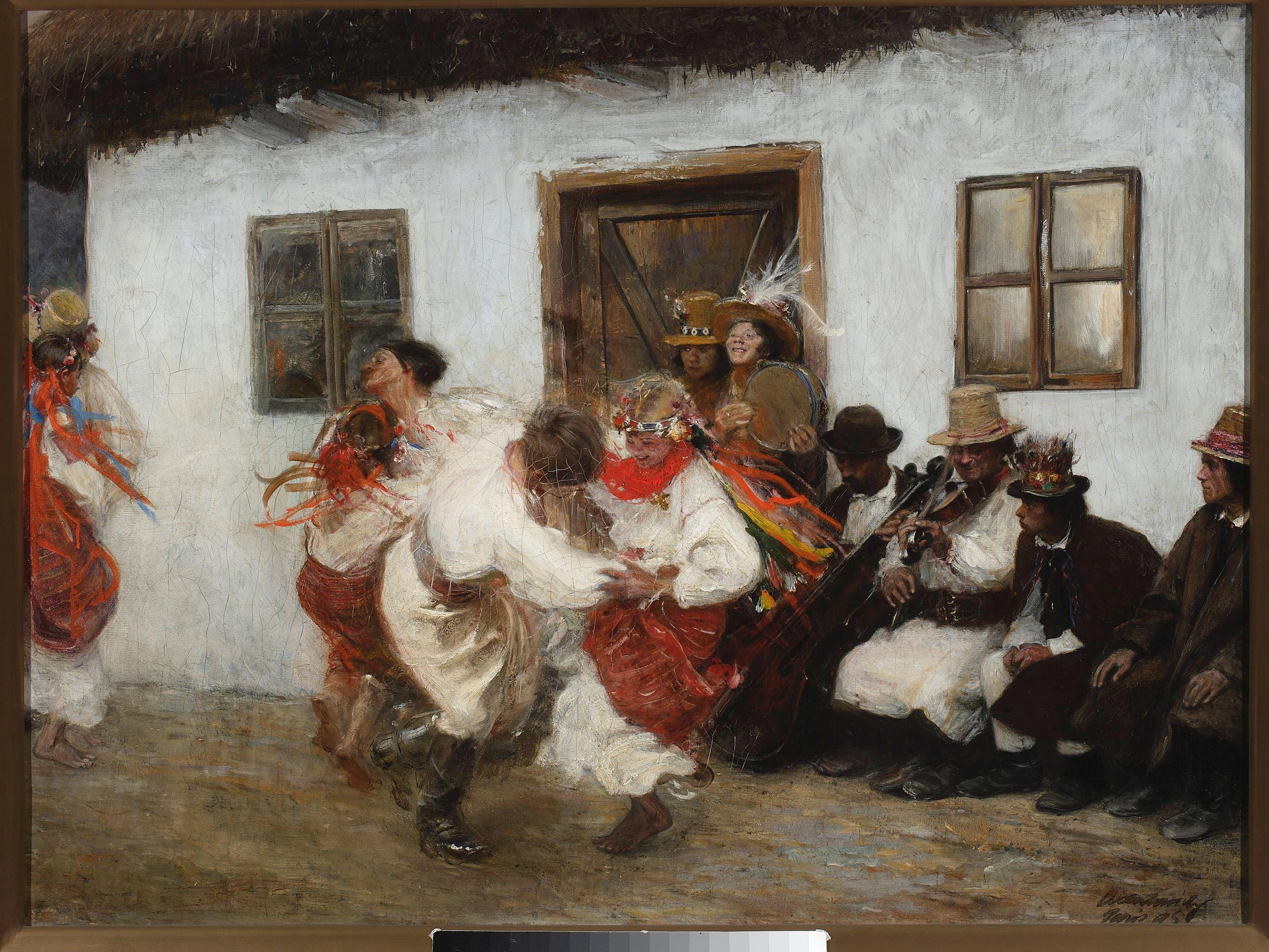
Коломийка (Теодор Аксентович)

Коломи́йки — традиційний жанр української фольк-музики і хореографії, дворядкова народна пісня (співанка), кожен рядок якої має 14 складів з обов'язковою цезурою (паузою) після восьмого складу. Коломийками також називають коротенькі пісеньки, що можуть виступати як приспівки до танцю. Часто вони об'єднуються у в'язанки, які не мають, проте, сталого змісту, а залежать від уподобання співака та обставин виконання. Він охоплює різновид сценічного танцю, розробленого українською діаспорою в Північній Америці.

## Історія вивчення
Активний процес творення і функціонування коломийок свідчить про життєвість цього жанру.
Специфіку коломийки свого часу визначив відомий фольклорист Ф. Колесса:
|  | Коломийка — це початково танцювальна пісня, яку й досі співають до танцю, стала улюбленою формою ліричної пісні на західноукраїнській території, особливо на Покутті, де поступово витіснила з ужитку інші пісенні форми. Вона має танцювальний характер і вільне сполучення строф спільного або спорідненого змісту, іноді на підставі тільки ближчої або дальшої асоціації думок і поетичних образів" |

Проте, на думку В. Гошовського, коломийка — це пісенний тип, значно старший за сам жанр: своїм корінням він сягає XVII століття. Спираючись на відкриття Ф. Колесси, В. Гошовський досліджував пісні коломийкового типу, які були поширені не тільки в Західній, але і в Східній Україні. Коломийка є одним з популярних і улюблених жанрів у Західній Україні.
Час виникнення цього жанру невідомий. Його назва вказує на місце фіксування: місто Коломия Івано-Франківської області (Покуття). Коломийки були історично популярні серед поляків, українців та євреїв. Також відомий танець на північному сході Словенії з назвою kalamajka. Залишаючись на перших порах місцевим, танець набув особливої популярності серед міського населення прилеглих областей у середині XIX-го століття.
Заданість розміру коломийки (лише два рядки, в яких слова мають розміститися так, щоб у кожному рядку було по чотирнадцять складів) сприяла виробленню лаконізму, сталих поетичних формул, економічному і точному використанню тропів — рис, властивих майстерно відточеним художнім мініатюрам. Завдяки багатству внутрішнього римування й анонсів коломийки ніколи не справляють враження одноманітних.
Коломийки мають двопланову будову: образ природи першого рядка за аналогією або контрастом підсилює смислове й емоційне значення думки, висловленої в другому рядку. Іноді перший рядок виконує роль традиційного зачину, зміст якого не завжди пов'язаний із наступним рядком. Найчастіше це зачин «Ой летіла зозулиця (пава, ластівочка)», «На високій полині», «Ой дубику зелененький» та ін. У новотворах помітна тенденція до уникнення подібних звичаїв, що пояснюється публіцистичним спрямуванням більшості сучасних коломийок.

Ой кувала зазуленька, кувала, кувала,

Дякую ти, маму ненько, щось мє годувала

Ой кувала зазуленька на хаті на латі

Нараз би сі наплакати в свекрушиній хаті

## Зміст коломийок
У коломийках про минуле народу чується нарікання на підневільну працю, гірку солдатчину, на бідняцьке безхліб'я, вимушену еміграцію, протест проти селянського безправ'я, звучать бунтарські молитви. Найбільший масив становлять пісеньки, в яких ідеться про особисте в житті людей, їх переживання, настрої — це твори на так звані «вічні теми», однаково актуальні для різних епох, але й у них легко виловити ознаки часу, бо ж людські стосунки розвиваються на тлі певного родинного і соціального побуту.
Схарактеризувати тематичні розгалуження жанру коломийок дуже важко, тому що "коломийки перекочують й мерехтять, наче перли розсипаного намиста, і тільки «зведені докупи в систему, що гуртує їх відповідно до змісту, вони складаються на широкий образ нашого сучасного народного життя, безмірно багатий деталями й кольорами, де бачимо сльози, й радощі, і спочивки, турботи і забави, серйозні думки й жанри нашого народу в різних його розверстуваннях, його сусідів, його соціальний стан, його життя громадське й індивідуальне від колиски до могили, його традиції і вірування, його громадські і етнічні ідеали».
У коломийках розкривається світ дзвінкої краси, чистих, піднесених почуттів, дотепів, іронії, жартів — доброзичливих або й дошкульних, — влучних спостережень побутового характеру, глибоких соціальних узагальнень.
У задиристих строфах, що звучать на молодіжних гулянках, осуджується зарозумілість, лінощі, пихатість.
Котра дівка напереді стоїть пишно вбрана,
Не беріть ї, хлопці, в танець, най чекає пана!
Дістається й парубкам, які, залицяються до дівчат, шукають вигоди, багатого віна (приданого), — «брали би по штири морги, хоч би й за сліпою» (морг — 0,5 га землі).
Лаконічно, але дуже виразно, рельєфно змальований буденний і святковий побут; в коломийках-приспівках до танцю ряхтять деталі яскравого гуцульського одягу: ґердани, Тибетові хустки, капці з волочками, камізельки, вишиванки, крисані з червоною китайкою, писані ташки, дротові запаски, коралі.

## Дослідження й оцінка коломийок
Перші відомі записи коломийкових зразків належать до XVII сторіччя, але є документальні свідчення про їхнє існування ще в давніші часи. Цей оригінальний різновид пісенної народної творчості українців здавна привертав увагу слов'янських учених. Починаючи з першої третини XIX сторіччя, з'являються в українській, російській та польській пресі переклади коломийок, наукові розвідки про них. Серйозні дослідження, присвячені цьому жанрові, належать І. Франку, Ф. Колессі, В. Гнатюкові, М. Жініку, М. Грінченкові та іншим фольклористам.
В. М. Гнатюк радив письменникам учитися на коломийках створювати високомистецькі художні образи, використовуючи народну мову, її характерні звороти, порівняння. Ідейно-естетичні якості коломийок були високо оцінені Лесею Українкою та М. Коцюбинським. Коломийки навіювали теми, образи, мотиви для багатьох літературних творів. Особливо органічні вони в оповіданнях та повістях І. Франка, Л. Мартовича, П. Козланюка.
Коломийка має певні характерні риси спільні для народної творчості мешканців цілого Карпатського регіону. Зокрема це відмічав угорський композитор Бела Барток:
    «Для західноукраїнської народної танцювальної музики найбільш характерна так звана коломийка… Так звані чабанські (вівчарські) пісні угорського матеріалу зіставляються з українськими коломийками і є їх більш-менш зміненими формами»
Бела Барток, ґрунтуючись на аналізі зборів українських пісень Ф. Колесси, відзначає запозичення як українцями, так і словаками досить великої кількості новоугорських пісень. Він дає декілька пояснень цьому факту, серед яких «деяка взаємосхильність, душевна спорідненість між жителями угорських сіл, з одного боку, і, з іншого боку, — словацьких та українських». Цей факт контрастує з тим, що не було жодного зв'язку між угорською та німецькою (австрійською) музикою, при тому, що вплив німецької музики на чеську та особливо словацьку був дуже великий. Шлях розвитку угорської музики Бела Барток інтуїтивно визначав так:
    українська коломийка → угорська чабанська пісня → рекрутська музика → новоугорська народна пісня.
Барток особливу роль відводив рекрутській музиці, що має своє пояснення в тому, що в багатонаціональній австро-угорській державі під час служби в армії відбувався інтенсивний культурний обмін між солдатами різних національностей.

## Спорідненість коломийок
Певну спільність з коломийками мають пісеньки, які поєднують спів із танцем у колі, — сербські «коло», словеньські та словацькі «каламайки» та «карічки», чеські «до колочка», болгарський «хоро».

## Зразки коломийок

### Коломийки— залицяння та сватання
Болить мене головонька, як вечір настане, 

Прийди, прийди, мій миленький — може, перестане.
Ой не спали чорні очі, не спали, не спали,

Бо сиділи на порозі, милого чекали.
Ой я би ся не здрімала, хоч би засвітало, 

Якби прийшло солов'ятко та й защебетало.
Я калину гну в долину, а калина вгору,

Коли ж я ся, мій миленький, з тобов наговорю
Гей якби я була знала, що прийде Микула, 

Я би була із всіх стільців порошок іздула.
Гей якби я була знала, що прийде Михайло, 

Я би була кучерики зачесала файно.
Ой який ти, мій миленький, ти ладний на вроду 

Та як ясний місяченько зійде на погоду.
Я гадала, молоденька, що то вже зоріло, 

А то ж мого миленького личенько яріло.
Я гадала, молоденька, що сонечко сходить,

А то милий, чорнобривий, по городі ходить.
Ой дощ іде, роса паде на білу березу, 

Я ж своєму миленькому сорочку мережу.
Я до тебе козака, ти до мене польки,

Приїдь, приїдь, мій миленький, зварю ті фасольки.
Ом місяцю-перекрою, не світи нікому, 

Тільки мому миленькому, як іде додому.
Ніхто такий не файненький, та як мій миленький, 

Ой як іде через село, як сосна, тоненький.
Ой чи ти, удовин сину, у меду купався, 

Що ти мені, вдовин сину, дуже сподобався?
Ой того я хлопця люблю, ото моя душка,

Що червона китаєчка коло капелюшка.
Ой гайові горішеньки, гайові, гайові,

Ой то мі ся сподобали очка Івасьові.
Ой кувала зозуленька та й на конюшині,

В тебе, милий, очка сиві, а у мене сині.

## Див.також
- Шумка